# Russian Holiday
Russian Holiday è il primo EP di Blaze Bayley in collaborazione con Thomas Zwijsen, pubblicato nel 2013.

## Descrizione
Tutte le canzoni presenti sono in stile puramente acustico. Il brano Sign Of The Cross è del periodo in cui l'artista militava con gli Iron Maiden.

## Tracce
1. Stealing Time - 4:58
2. Russian Holiday - 4:19
3. Soundtrack of my Life - 5:18
4. One More Step - 3:31
5. Sign of the Cross (Iron Maiden) - 10:02